# Буркарт фон Хоенфельс
Буркарт фон Хоенфельс (нем. Burkart von Hohenfels) — немецкий средневековый поэт периода позднего миннезанга.